# ブリック・アンド・モルタル

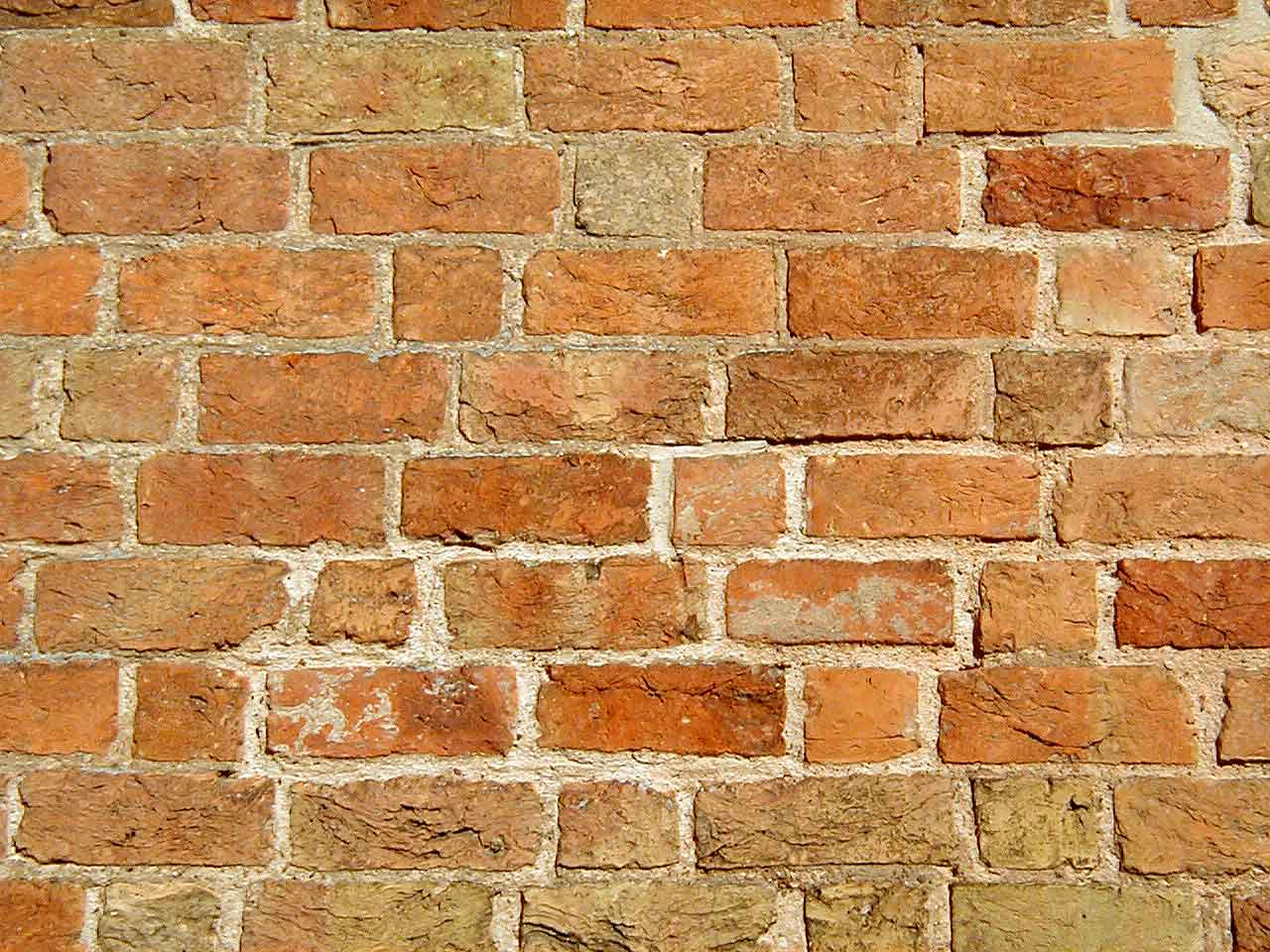
ブリック（煉瓦）とモルタル

ブリック・アンド・モルタル（Brick and mortar、略称：B&M）とは、店舗販売を行う会社のことである。ただし、店舗のある建物が実際にブリック（煉瓦）とモルタルでできているとは限らない。
電子商取引の専門用語としての「ブリック・アンド・モルタル・ビジネス」とは、物理的なプレゼンス（例えば煉瓦とモルタルでできた建物）を持ち、そこで対面販売を行うビジネスのことを意味する。この用語はインターネット・オンリー・プレゼンスとの比較（例えばブリック・アンド・モルタル型ビデオレンタル店のブロックバスター・ビデオと新しいオンラインDVDレンタルサービスを提供するネットフリックスの競合）の中でよく使われてきた。インターネットと実際の店舗や流通機構を組み合わせた販売形態を、ブリック・アンド・モルタルに引っ掛けて「クリック・アンド・モルタル」（Click and mortar）と呼ぶことがある。
イギリスでの類似の用語に「ハイ・ストリート・ショップス」（High Street shops）があるが、「ブリック・アンド・モルタル・ビジネス」のフレーズも使われている。